# Podagrion gibbum
Podagrion gibbum is een vliesvleugelig insect uit de familie Torymidae. De wetenschappelijke naam is voor het eerst geldig gepubliceerd in 1938 door Bernard.